# Satyrus exoculata
Satyrus exoculata är en fjärilsart som beskrevs av Ramon Agenjo Cecilia 1963. Satyrus exoculata ingår i släktet Satyrus och familjen praktfjärilar. Inga underarter finns listade.